# LIFE GOES ON (Hi-Fi CAMPのアルバム)
「LIFE GOES ON」は、Hi-Fi CAMPの4枚目のフルアルバムである。2013年5月22日発売。

## 作品概要
- Hi-Fi CAMPのラストオリジナルアルバム。全11曲。
- プレミアム盤内容
  - DVD：2012年8月10日に行われたHi-Fi CAMP TOUR2012〜結果、ハメはずしていきますか．．．!! 〜渋谷O-EAST公演のライブ映像ダイジェスト収録
  - オリジナルポストカードセット封入（ソロ×4、集合×1）
- プレミアム盤はポニーキャニオンショッピングクラブ特設サイト、またはHi-Fi CAMP 5th Anniversary EveTour2013の各地ツアー会場のみの限定販売で、店頭販売はなし。

## 収録曲
1. 1.2.3STEP
  - 作詞：SOYA、作曲：Hi-Fi CAMP、編曲：Hi-Fi CAMP, BIGSHOOTER BOYS

TBS系テレビ「S☆1」テーマソング。
2. I am your HERO
  - 作詞：KIM、作曲：Hi-Fi CAMP、編曲：Hi-Fi CAMP
3. You & Me
  - 作詞：TOSHIRO、作曲：Hi-Fi CAMP、編曲：Hi-Fi CAMP
4. ワンダフル・ワールド
  - 作詞：SOYA, 川村結花、作曲：Hi-Fi CAMP、編曲：Hi-Fi CAMP, MACK

ミニアルバム「Love For All」に収録。
5. 夢よりも大事なもの
  - 作詞：KIM、作曲：Hi-Fi CAMP、編曲：Hi-Fi CAMP

JRA福島競馬場2013年TVCMタイアップ曲。
6. 恋の花
  - 作詞：KIM、作曲：Hi-Fi CAMP、編曲：Hi-Fi CAMP
7. YELL TO YOU
  - 作詞:SOYA、作曲：Hi-Fi CAMP、編曲：Hi-Fi CAMP
8. STAR☆TRAIN
  - 作詞：SOYA、作曲：Hi-Fi CAMP、編曲：Hi-Fi CAMP
9. one story
  - 作詞：TOSHIRO、作曲：Hi-Fi CAMP、編曲：Hi-Fi CAMP, BIGSHOOTER BOYS
10. 恋煩い
  - 作詞:SOYA、作曲：Hi-Fi CAMP、編曲：Hi-Fi CAMP
11. Day By Day
  - 作詞：KIM、作曲Hi-Fi CAMP、編曲：Hi-Fi CAMP, BIGSHOOTER BOYS

## その他
アルバムに収録されている「I am your HERO」は2013年度自衛官募集CMの「Believe Your Heart」篇、WEB限定版の「JAPAN PRIDE」篇に使われており、自衛官募集ホームページやYouTubeで見ることが出来る。